# 哈根·克莱纳特
哈根·克莱纳特（德語：Hagen Kleinert, 1941年6月15日—），德国柏林自由大学理论物理学教授（自1968年），俄罗斯科学院荣誉院士。克莱纳特教授因其在粒子物理和固体物理方面的贡献被授予2008年马克思-波恩奖奖章。他对于列夫·朗道百年诞辰纪念文集的贡献为他赢得了2008年馬約拉納奖奖章。

## 出版物
克莱纳特教授著有超过370篇学术论文，涉及数学物理，基本粒子物理，原子核物理，固体物理，液晶，生物膜，微乳胶，聚合物和市场经济理论。 他著有多部理论物理学专著。自1990年以来，其著作“路径积分在量子力学，统计物理，聚合物，金融物理中的应用”已被再版四次，最新的两版包括了有关市场经济的章节。 该书受到广泛好评。

## 事业
1972年，作为一个年轻的教授，克莱纳特访问了加州理工学院，对美国著名物理学家理查·费曼的工作留下了深刻的印象。他发现如何用费曼的路径积分解氢原子的路径积分形式。 这一工作极大的扩展了费曼路径积分的应用范围，随后，克莱纳特与费曼教授合作进行了后者最后的工作。
这导致了从发散的弱耦合级数到收敛的强耦合转化的数学工具，即变分微扰理论。到目前为止，
该理论为计算二级相变中临界指数最为准确的理论,并且已经在超流液氦的卫星试验中得到证实 在夸克的量子场理论中，他发现了Regge代数的起源，这一起源最先为尼古拉·卡比博, L. Horwitz, 和 
Y. Ne'eman所猜测.
)。
和K.Maki一起，他澄清了准晶的二十面体相结构

## 发现
在超导体方面，他与1982年预言了超导相图中第一类超导体和第二类超导体相变的三临界点，在这点上相变从二级相变变为一级相变.该预言于2002年被蒙特卡罗计算模拟所证实 . 
该理论基于一个新的无序场理论，该理论由克莱纳特在其著作 凝聚态中的规范场中进一步发展 (如下). 在这个理论中，涨落的蜗旋或结晶缺陷的统计属性被当作场的基本激发，其费曼图为线状结构。无序场理论是朗道序参量相变理论的对偶理论。
在1978年Erice暑期学校中，他提出了原子核中存在超对称破缺，, 同时，该预言被试验证实.
他关于集体量子场论 于强子和夸克的理论 已经成为凝聚态，核物理，和基本粒子物理等领域中无数发展的范例。

## 弦论的贡献
1986年，他把 刚度的概念引入弦论.用这种方法他极大的提高了弦的物理属性。由于俄国物理学家波利雅科夫同时得到了类似的结果，该结果被命名为波利雅科夫-克莱纳特弦。

## 分布理论
和A.Chervyakov一起， 他定义了从线性空间到子群的唯一积，从而延伸了数学上的分布理论。（数学上，只能定义线性叠加）由于物理上路径积分形式（path integral formulation）在坐标变换下不变性的需要，该延伸成为可能。 . 这一性质对于薛定谔理论和路径积分形式的等价性 是必须的。

## 弦论的替换理论
克莱纳特教授在全面类比了非欧几里德几何和结晶缺陷之后构造出了一个新的宇宙模型，它被称作
宇宙晶体”或“普朗克—克莱纳特晶体”。“宇宙晶体”可以看做是弦理论的一个替换理论，但它在普朗克距离上又和旋理论有着不同的物理学特性。“宇宙晶体”中物质引发时空缺陷，从而产生了广义相对论里诸如时空弯曲等一切现象。这一理论激发了意大利艺术家Laura Pesce的灵感，创作出了玻璃雕塑 “宇宙晶体”。克莱纳特是国际相对论天文物理学会高级会员，该学会是国际天体物理学网络的一部分。他还曾承担欧洲科学基金计划。

## 著作
- Gauge Fields in Condensed Matter, Vol. I, " SUPERFLOW AND VORTEX LINES", pp. 1–742, Vol. II, "STRESSES AND DEFECTS", pp. 743–1456, World Scientific (Singapore, 1989); Paperback ISBN 9971-5-0210-0  (also available online: Vol. I（页面存档备份，存于） and Vol. II（页面存档备份，存于）)
- Critical Properties of φ4-Theories, World Scientific (Singapore, 2001); Paperback ISBN 981-02-4658-7 (also available online（页面存档备份，存于）)
- Path Integrals in Quantum Mechanics, Statistics, Polymer Physics, and Financial Markets, 5th edition, World Scientific (Singapore, 2006) (also available online（页面存档备份，存于） and in Chinese（页面存档备份，存于）))
- Multivalued Fields in in Condensed Matter, Electrodynamics, and Gravitation, World Scientific (Singapore, 2008) (also available online（页面存档备份，存于）)
- Proceedings of the Eleventh Marcel Grossmann Meeting（页面存档备份，存于） on General Relativity, World Scientific (Singapore, 2008) (together with R.T. Jantzen)
- Particles and Quantum Fields, World Scientific (Singapore, 2016) （页面存档备份，存于） (also available （页面存档备份，存于）)